# Distretto di Cogt
Il distretto di Cogt è uno dei diciotto distretti (sum) in cui è suddivisa la provincia del Gov'-Altaj, in Mongolia. Conta una popolazione di 3.697  abitanti (censimento 2009). 